# Brasilianska antropologiska utställningen
Brasilianska antropologiska utställningen var en av 1800-talets stora vetenskapliga händelser i Brasilien. Man höll till i Brasiliens nationalmuseum.
Utställningen ville framför allt framhäva darwinismen, som hade starkt stöd i Brasilien. Utställningen leddes av Ladislau de Souza Mello Netto. Botocudo anlände från Goias och från Espírito Santo kom etnografiska objekt från Amazonas och Mato Grosso, och kermaik från Paraná, samt privata samlingar. Böckerna lånades från Brasiliens nationalmuseum.
Samlingarna fördelades på åtta olika hallar, och varje utställning namngavs efter en historisk figur, Pero Vaz de Caminha, Jean de Lery, Gabriel Soares de Sousa, José de Anchieta, Alexandre Rodrigues Ferreira, samt diverse vetenskapsmän, som Martius, Hartt och Lund. Rummet "Lund" innehöll delar från människokroppar, "Hartt" innehöll främst keramik och "Lery" främst "Kökkenmödding".
Mediabevakningen utfördes av journalister från stadens ledande tidningar, med journalister som tecknaren Angelo Agostini, och fotografen Marc Ferrez. Specialattraktionen var en liten grupp Botocudos-indianer, från Espírito Santo, och tre andra Xerenteindianer från Minas Gerais.
I närvaro av kejsar  Pedro II själv och hans dotter, prinsessan Isabella, invigdes utställningen den 29 juli 1882, och varade i tre månader. Publiktillströmningen blev också en framgång, med över tusen besökare.